# Nannocyrtopogon aristatus
Nannocyrtopogon aristatus là một loài ruồi trong họ Asilidae. Nannocyrtopogon aristatus được James miêu tả năm 1942. Loài này phân bố ở vùng Tân Bắc giới.